# 폴 오닐 (야구인)
폴 앤드루 오닐(영어: Paul Andrew O'Neill, 1963년 2월 25일 ~ )은 메이저 리그 베이스볼에서 활약한 미국의 전직 외야수(우익수)로 신시내티 레즈와 뉴욕 양키스에서 뛰며 5회의 월드 시리즈 우승을 경험하였다. 17년의 선수 생활 동안 281개의 홈런, 1,269개의 타점, 2,107개의 안타와 통산 타율 .288을 기록하였다. 1994년에는 .359의 타율로 아메리칸 리그 수위 타자가 되었고, 5회의 올스타전 출전을 하였다
3회의 퍼펙트 게임 승리와 인연을 맺은 특이한 기록을 갖고 있다. (1988년 신시내티 레즈의 톰 브라우닝, 1998년 뉴욕 양키스의 데이비드 웰스, 1999년 뉴욕 양키스의 데이비드 콘)
현재는 양키스의 YES 네트워크 방송국에서 주로 양키스전 해설자를 하고 있다

## 어린 시절
오하이오주 콜럼버스에서 태어났다. 그의 모친 버지니아는 6명의 자식들 - 슬하 5남 1녀를 둔 의료 기술자였으며, 폴은 막내였다 그의 부친 찰스 "칙" 오닐은 자신 소유의 개착 비지니스를 경영하였으나 그의 진실적 열정은 야구였다. 자신의 부친이 프로 야구를 한 전 마이너 리그 투수였던 칙 오닐은 자신의 자식들 전부에게 자신의 야구에 관한 상식과 애정을 가르쳤다. 네브래스카주의 자작 농장 소유자였던 폴의 증조부는 마크 트웨인의 자손으로 더욱 잘 알려진 새뮤얼 랭혼 클레먼스의 사촌 메리 클레멘스와 결혼하였다. 폴의 누나 몰리는 뉴욕 타임스를 위한 음식 비평가이다.
오닐이 5세 때 그의 가족은 자식들이 픽업 경기를 하고 홈런 경연에 나가며 시간을 보낸 임시 야구 필드를 위한 완벽한 형판이었던 크고, 잔듸로 덮히고, 나무로 그늘진 뒤뜰을 가진 더욱 큰 집으로 이주하였다.
1960년대와 1970년대 초반에 오하이오 주에서 자라온 오닐은 자연적으로 신시내티 레즈의 팬이 되었다.
1970년의 여름에 칙은 폴은 그의 첫 메이저 리그 경기로 레즈가 피츠버그 파이리츠를 상대로 한 경기를 보러 신시내티의 크로슬리 필드로 데려갔다. 어린 오닐 우익수, 4회의 타구 챔피언이자 12회의 골드 글러브 수상자 로베르토 클레멘테가 좋아졌다. 칙은 또한 폴과 그의 형제들을 리틀 리그에서 코치를 맡기도 하였다. 그러나 그는 그것보다 더 많은 일을 하였다. 칙은 자신의 아들들이 퍼스트 클래스 파크에서 야구를 할 수 있도록 매주마다 지방 구장의 잔듸를 깎았다. 아주 어린 나이부터 오닐은 격렬한 경연 선수였으며, 자신이 초등학교와 중학교를 통하여 움직인 것을 인정하며 그는 목적과 함께 야구를 하지 시작하였다.
14세 때 오닐은 콜럼버스에 있는 브룩헤이븐 고등학교에서 신입생으로서 등록하여 야구, 농구와 미식축구를 하였다. 오닐은 본루와 투수판에 스타 선수였고, 주니어로서 그는 콜럼버스 시립 선수권 대회에서 무안타를 투구하였다. 다음해 졸업이 다가오면서 그는 야구와 농구 둘다를 활약하는 데 대학 장학금을 받았다. 그는 또한 가장 중요한 레즈의 진 베넷을 포함한 프로 야구 스카우트들의 흥미를 끌어들이기도 하였다.

## 마이너 리그 경력
탐구의 거의 후에 오닐은 대학에서 수학하는 대신 야구와 마이너 리그를 선택하였다. 그의 고향 팀 신시내티 레즈는 1981년 아마추어 드래프트의 4번째 라운드에서 오닐을 징집하였다. 그들은 파이오니어 리그에서 자신들의 루키 팀 빌링스 무스탱스로 그를 선임하였다. 66개의 경기들에서 18세의 오닐은 29개의 타점과 37개의 매긴 득점과 함께 가는 데 7개의 2루타, 2개의 3루타와 3개의 홈런을 쳤다. 무스탱스는 실망하였지만, 30 승 40 패의 기록과 함께 끝냈다.
오닐은 미드웨스트 리그에서 레즈의 클래스 A 팀 세다래피즈 레즈를 위하여 1982년 시즌을 활약하였다. 그해에 그의 동료들 중의 하나는 몇년 후 오닐이 메이저 리그로서 활약하면서 로스앤젤레스 출신의 20세 외야수 에릭 데이비스였다. 세다래피즈에서 116개의 경기들에서 오닐은 8개의 홈런과 71개의 타점과 함께 .272를 안타하였다. 팀은 61 승 71 패로 리그의 사우스 디비전에서 마지막으로 왔다.
그는 1983년 시즌을 클래스 A 플로리다 리그의 탬파 타폰스와 함께 시작하였다. 데이비스가 AA볼로 뛰어넘은 동안 오닐은 훗날의 동료 선수인 23세의 왼손잡이 투수 톰 브라우닝을 찾았다. 오닐은 8개의 홈런과 51개의 타점과 함께 .278을 안타하였다. 그는 시즌의 나머지를 AA 이스턴 리그의 워터버리 레즈와 함께 코네티컷주 워터버리에서 보냈다.
오닐은 1984년 시즌을 이스턴 리그의 버몬트 레즈를 위하여 활약하였다. 2명의 훗날의 신시내티 레즈 동료 선수들 크리스 사보와 캘 대니얼스는 둘다 버몬트 팀에서 동료들이었다. 오닐은 31개의 2루타, 5개의 3루타, 16개의 홈런, 76개의 타점과 29개의 도루와 함께 .265를 안타하였다. 버몬트 레즈는 75 승 65 패와 함께 이스턴 리그에서 4위를 하였다.
시즌 후에 그해 12월 29일 21세의 오닐은 고향에서 자신의 어린 시절 애인 네벌리 데이비스와 결혼하였다.
1985년 신시내티 레즈는 오닐을 서부로 옮겨 콜로라도주의 AAA 덴버 제퍼스로 승진시켰다. 그일은 돌파의 시즌이었다. 137개의 활약한 경기들에서 오닐은 .305를 안타하여 안타 (155)와 2루타 (32)에서 리그를 이끌었다. 그는 또한 7개의 홈런을 치고 74개의 득점에서 충돌하였다.

## 메이저 리그 경력

### 신시내티 레즈
그의 AAA에서 거대한 성공은 레즈가 시즌 후기에 그를 소집하는 데 이끌어 그는 9월 3일 세인트루이스 카디널스를 상대로 8번째 이닝의 정상에서 데이브 밴고더를 위하여 대타자로 나선 경기에서 자신의 메이저 리그 데뷔를 하였다. 1개의 아웃과 데이브 콘셉시온이 1루에 놓이면서 오닐은 우익으로 1루타를 치고, 아직도 빠른 콘셉시온은 3루로 전진하였다. 그러나 그때 론 오스터는 이닝을 끝내는 데 병살로 들어가 안타하였다.
오닐은 그달에 3개 만의 경기들에 더 나왔다. 12개의 타수에서 그는 4개의 안타, 1개의 2루타, 1개의 타점과 1개의 매긴 득점을 가졌다. 그는 .333을 안타하고, .417를 강타하였다.
오닐은 1986년 마이너 리그와 메이저 리그에서 시간을 보내며 잠시를 위하여 레즈로 다시 데려와지기 전에 덴버와 함께 55개의 경기들을 활약하고, 3개의 경기들에서 0 승 2 패로 갔다.
메이저 리그에서 오닐의 첫 해는 1987년이었다. 대타자로서 주로 일을 한 그는 자신이 36개의 경기들을 활약하고 42개의 타수를 가진 시즌의 첫 절반에서 2개의 홈런과 6개의 타점과 함께 .143 만을 안타하였다. 시즌의 두번째 절반에서 레즈의 감독 피트 로즈는 오닐의 활약 시간을 늘였다. 48개의 두번째 절반의 경기들에서 오늘은 29개의 출발을 이루었다. 정규적 활약 시간은 오닐과 함께 도움을 주고, 곧 그는 본루에서 마음이 편하였다. 그는 12개의 2루타, 5개의 홈런과 22개의 타점과 함께 .297을 안타하였다.
1988년 오닐은 결국 전임적인 메이저 리그 선수가 되었다. 레즈의 출발 정렬은 전 마이너 리그 동료 선수들 에릭 데이비스, 캘 대니얼, 크리스 사보와 자신이 로스앤젤레스 다저스를 상대로 완벽한 경기를 투구한 9월 16일 발자취를 남긴 톰 브라우닝을 포함하였다.
로즈가 감독으로서 함께 한 전부의 4번째 연속적 시즌에 레즈는 2위를 하였다. 약속의 어린 핵심, 경쟁적 타자들과 투수들과 함께 레즈의 미래는 밝아 보였고, 1989년 시즌이 시작될 때 신시내티에서 기대들이 매우 높았다. 그러나 아무 것도 레즈를 위하여 계획한대로 가지 않았다. 8월 24일 로즈 감독은 야구에 자신의 내기의 이유로 경기로부터 일생 금지를 당하였다.
오프 시즌에 레즈는 루 피니엘라를 팀의 새 감독으로 기용하였다. 로즈처럼 피니엘라는 거대한 야구의 마음을 가지고 용맹스러웠으며, 어쩌다 정상을 넘는 경쟁자였다. 레즈는 자신들의 새 감독에게 응답하여 91개의 경기들과 10년간의 세월에 팀의 첫 페넌트를 우승하여 1위에서 처음부터 끝까지 갔다.
오닐의 1990년 시즌의 하이라이트들 중 하나가 7월 29일 샌프란시스코 자이언츠를 상대로 한 경기에 왔다. 자이언츠의 출발 선수 스콧 개럴츠는 오닐이 타석에서 멈출 때 9번째 이닝에서 2개의 아웃과 함께 무안타를 가졌다. 첫 두구에 그는 무안타를 깨는 데 센터로 1루타를 몰았다.
공격적으로 오닐은 또 하나의 완고한 시즌을 가져 16개의 홈런과 78개의 타점과 함께 .270을 타구하였다. 그는 또한 가장 좋은 우익을 활약하여 수비율 (.993)과 외야 보조 (13)에서 내셔널 리그의 우익수들을 이끌었다.
내셔널 리그 챔피언십 시리즈에서 레즈는 자신들이 11년 전에 패했던 팀 파이리츠를 향하였다. 자신의 공식 이후의 시즌 타수에서 오닐은 2루타를 쳐 레즈가 3 대 0으로 앞서는 데 에릭 데이비스를 첫번째 경기에서 첫 이닝에 몰아넣었다. 뜨거운 시작에 불구하고 파이리츠는 레즈의 선두에서 갈라져 4 대 3으로 우승하였다.
2번째 경기에서 파이리츠의 출발 선수 더그 드래벡은 자신의 경기에 나와 8번째의 이닝들을 버티고 8명을 스트라이크아웃 시키는 동안 5개의 안타를 포기하였다. 오닐은 험 위닝햄에 매긴 1루타와 함께 첫회의 아래에서 스트라이크 되었다. 위닝햄이 2루타와 2개의 아웃에 놓이면서 오닐이 5번째 이닝에 올 때 점수는 하나의 절정에 동점이 매겨지고 긴장은 높아졌다. 오닐은 좌익을 깊게 하는 데 2루타를 치며 위닝햄을 다시 점수를 매겨 레즈를 2 대 1의 선두에 놓았다.
오닐은 레즈가 6 대 3으로 우승한 3번째 경기에서 벤치에 앉았으나 4번째 경기에 돌아와 거대한 충격을 만들었다. 4번째 이닝의 정상에서 오닐이 밥 워크를 상대로 본루로 올 때 파이리츠가 1 대 0으로 앞서고 즉시 우익으로 깊이 홈런을 쳤다. 그 홈런은 5 대 3으로 우승한 레즈의 아래 불을 빚추었다.
찬란하게 3 대 2의 파이리츠 우승을 투구한 드래벡을 상대로 레즈가 5번째 경기를 패한 후, 팀은 다음날 다시 뛰어올라 2 대 1로 우승하여 1976년 이래 프랜차이즈의 첫 페넌트를 가져갔다. 시리즈를 위하여 오닐은 3개의 2루타, 1개의 홈런과 4개의 타점과 함께 .417을 안타하였다. 그이 1.324의 OPS는 양팀을 이끌었다. 명예가 구원 투수 롭 디블과 랜디 마이어스에게 간 NLCS의 MVP 상을 자신이 수상하지 않았어도 오닐은 명확하게 시리즈의 스타 타자였다.
레즈는 월드 시리즈에서 전직 챔피언 오클랜드 애슬레틱스를 향하였다. 시리즈의 MVP 호세 리호로부터 2개의 찬란한 상연들에 의하여 이끌어진 레즈는 4개의 경기들의 휩씀과 함께 빠르고 쉽게 애슬레틱스를 몰아냈다. 오닐은 본루에서 비참한 시간을 가졌지만 .083의 타구 평균을 위하여 12개의 타수에서 단 하나의 1루타를 이루어낼 수 있었다. 그는 5번이나 타자를 1루에 나가게 하였으나 단 하나의 타점과 매긴 득점을 가졌다. 그럼에도 불구하고, 그는 이제 월드 시리즈 챔피언이었다.
1991년 오닐은 .256 만을 타구하였으나 자신 경력의 최고의 권력적인 수들을 가졌다 - 28개의 홈런과 91개의 타점. 레즈의 경영이 이제 가능한 홈런 챔피언으로서 보인 오닐을 위한 더욱 큰 권력적 수들과 함께 더욱 큰 기대들이 왔다. 오닐은 자신을 직구 타자로 보았고 1992년 시즌의 첫 2달을 위하여 그는 29개의 타점과 함께 .361을 타구한 최고 선수였다. 그러나 그는 4개 만의 홈런을 쳤다.

### 뉴욕 양키스

#### 초창기 경력

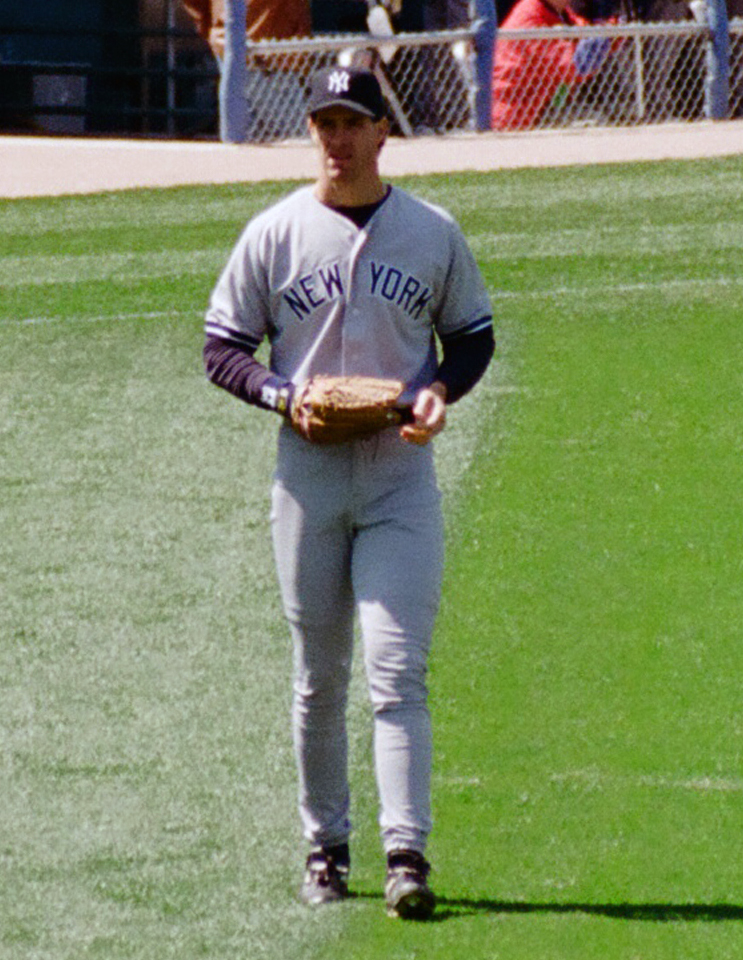
1996년의 오닐

1992년 11월 3일 레즈는 중견수 로베르토 켈리를 위하여 오닐과 마이너 리그 선수 조 드베리를 뉴욕 양키스로 이적시켰다. 그때 이적은 일종의 소문을 창조하였다. 켈리는 10년 일찍이 자신이 처음으로 아마추어 계약을 맺은 이래 정상의 어린 전망으로 지내왔고, 그는 자신의 첫 올스타 팀으로 이룬 시즌에 성취되었다.
오닐은 뉴스에 의하여 정신이 꺾였다. 그는 자신이 언제나 활약해 온 자들을 위한 단 하나의 야구 팀인 자신의 고향 팀으로부터 멀리 보내졌다. 그러나 그가 뉴욕에 도착한지 며칠 후에 오닐의 시초적 기분들을 변화시켰다.
그 세상은 오닐이 1993년 봄 훈련의 첫날에 만난 양키스의 1루수 돈 매팅글리를 포함하였다. 오닐은 매팅글리가 자신에 거대한 영향을 끼쳤다고 말하였다.
양키스와 오닐의 첫 시즌은 성공을 증명하였다. 그의 방어에 추가로 그는 20개의 홈런과 75개의 타점과 함께 .311을 안타하였다. 그 일은 또한 88개의 경기들을 우승하고 최종의 월드 시리즈 챔피언 토론토 블루제이스에게 밀려 아메리칸 리그 동부에서 2위를 한 양키스를 위한 좋은 한해이기도 하였다. 단 하나의 시즌에 오닐의 강렬과 산출은 그를 뉴욕에서 팬들의 총애인과 팀의 지도자로 만들었다. 그의 지위는 최고로 되는 데 1994년에만 자라나고 자신의 프로 경력의 시즌에 가장 많은 실망이었다.
그 일은 4월 14일 화이트삭스를 상대로 2개의 홈런과 5개의 타점 경기에 의하여 강조된 연속 안타의 8번째 경기와 시작되었다. 4월의 말기에 오닐은 6개의 홈런과 23개의 타점과 함께 .448을 타구하였다. 5월에도 8개의 2루타, 4개의 홈런과 12개의 타점과 함께 .410을 타구하였다. 그의 타구 평균은 6월 17일까지 .400 위로 남아있었고, 7월에 그는 자신의 2번째 올스타 팀으로 임명되었다. 오닐은 경기에서 한번 타구하였고 자이언츠의 구원 투수 로드 벡을 상대로 8번째 이닝에서 아메리칸 리그의 8 대 7의 패배에 튀어나갔다.
그 시기에 양키스는 1970년대 이래 자신들의 최고 야구를 하여 70 승 43 패의 기록을 수집하고 굴리는 8월 12일에 2위를 한 볼티모어 오리올스에 넓은 지도력을 열었다. 그러나 그날 자신들의 71번째 우승을 위하여 가기는커녕, 오닐과 메이저 리그 선수 야구 협회의 나머지는 파업에 들어갔다.
시초적으로 오닐은 양리그가 동의서에 도달할 것으로 알았다. 그러나 몇주 안에 양리그가 시즌을 구하는 데 시간에서 동의서에 도달하지 않을 것이라고 처리되었다. 9월 14일 커미셔너 버드 셀리그는 그것을 공식으로 만들어 정규 시즌의 나머지, 플레이오프와 월드 시리즈를 취소하였다.
불완전한 1994년 시즌 동안에 오닐의 상연은 뛰어났다. 그는 경력 최고 .359의 평균과 함께 안타에서 아메리칸 리그를 이끌었다. 그것은 1985년 매팅글리가 우승한 이래 양키스를 위한 첫 타구 타이틀이었다. 오닐은 또한 출루율 (.461)에서 2위, 장타율 (.603)과 OPS (1.064)에서 4위를 하였다. 거치게 시즌의 3분의 2에 그는 21개의 홈런을 치고, 25개의 2루타와 83개의 타점을 수집하였다. 그는 MVP 투표에서 5위를 하였다.
오닐은 자신의 두드러진 시즌에 청산하고 1천 9백만 달러에 양키스의 4년 계약을 맺었다. 오닐의 중계인은 뉴욕 타임스에게 취급이 공고되었다고 말하였다.
선수들의 파업이 결국 1995년 4월 2일에 끝나고 만기된 시즌은 결국 4월 25일에 시작되었다. 늦은 출발의 이유로 스케줄은 162개의 경기들에서 144개로 짧아졌다. 자신의 뛰어난 1994년 캠페인의 뒤축들에 지속되면서 오닐은 1995년에 강한 첫 절반을 가졌다. 올스타 휴식이 있기 전에 52개 만의 경기들에서 그는 11개의 홈런, 39개의 타점과 1.42의 OPS와 함께 .346을 타구하였다.
후반기가 시작될 때 전직 타구 챔피언이 나쁘게 폭락하였다. 8월 30일까지 그의 평균은 .303으로 떨어졌다. 오닐처럼 양키스는 8월에 분투하고 아메리칸 리그 동부에서 1위를 한 보스턴 레드삭스에 밀려 떨어진 15개의 경기들을 가졌다. 그러나 팀은 한해의 아메리칸 리그 와일드 카드를 위한 경주에서 텍사스 레인저스에 밀려 2와 절반의 경기들 만을 가졌다.
후반기의 아래에서 오닐은 본루에 2명의 선수와 함께 다시 올라왔다. 5번째 이닝의 말기에 오닐은 그날 자신의 3번째 홈런을 쳤다. 그는 후에 타점의 1루타를 추가하여 11 대 6의 우승에서 8개의 타점과 함께 하루를 끝냈다.
그 일은 팀의 3연속 우승이었고, 자신들이 마지막 31개의 경기들 중에 25개를 우승하여 마지막날에 아메리칸 리그 와일드 카드에 결말을 지었다. 한해를 위하여 오닐은 22개의 홈런과 96개의 타점과 함께 .300을 안타하였다.

#### 4개의 월드 시리즈 우승
14년간 자신들의 첫 공식적 이후의 시즌에 양키스는 켄 그리피, 티노 마르티네스, 에드가 마르티네스와 전 양키스의 전망 제이 부너를 포함한 강타자들을 채운 아메리칸 리그 서부 챔피언 시애틀 매리너스를 향하였다.
양키스는 양키 스타디움에서 첫 2개의 경기들을 우승하였다. 2번째 경연은 오닐이 동점을 매기는 데 전 레즈의 동료 선수 놈 찰턴에 7번째 이닝에서 솔로 홈런을 친 15 이닝의 완전한 좌절 상태였다. 양키스는 결국 짐 라이리츠의 끝내기 홈런에 경기를 우승하였다.
매리너스는 다음 2개의 경기들을 차지하여 5번째 경기에서 공개를 세웠다. 4번째 이닝의 정상에서 양키스는 오닐이 윌리엄스가 1루에 놓이면서 앤디 베네스를 상대로 본루에 올 때 1 대 0으로 내려갔다. 다시 한번 자신을 곤란한 위치에 찾은 오닐은 우익 좌석들로 강타하여 들어간 2개의 득점과 함께 지나왔다. 6번째 이닝에서 그는 양키스를 4 대 2로 앞서게 한 매팅글리에 의한 규칙에 득점을 매겼다.
경기는 또다른 공포로 변하여 아마 2번째 경기보다 더욱 신났을 것이다. 매리너스는 에드가르 마르티네스가 조이 코라와 켄 그리피에 2루타를 매길 때 11번째 이닝의 아래에서 결국 우승하였다. 자신의 팀이 시리즈를 패하였어도 오닐은 3개의 홈런과 6개의 타점과 함께 눈부시어왔다.
오프 시즌은 뉴욕에서 두드러진 변화들의 다수를 가져왔다. 장기간에 걸친 등의 문제에 의하여 포위된 매팅글리는 34세의 나이로 은퇴하였다. 1루에 그를 대체한 선수는 양키스가 오프 시즌 이적에 획득한 매리너스의 티노 마르티네스였다.
팀은 또한 감독들을 바꾸었으며, 감독의 성공에 불구하고 벅 쇼월터의 계약을 새롭게 하지 않기로 결정하여 그의 대체에 조 토리를 기용하였다. 오닐은 토리를 좋아하였고 그가 양키스를 위한 우익 주장이었다는 것을 빠르게 알았다.
양키스는 4월 30일 아메리칸 리그 동부에서 1위로 들어가 지도력을 포기하지 않고, 최후적으로 92개의 경기들과 16년 만에 자신들의 첫 완전 시즌 디비전 타이틀을 우승하였다. 자신의 일부를 위하여 오닐은 또다른 강한 시즌을 가져 35개의 2루타, 19개의 홈런과 91개의 타점과 함께 .302를 타구하였다. 그는 또한 102번이나 타자를 1루에 나가게 하였다. 자유적인 패스들은 그의 출루율을 .411으로 밀어넣었다.
아메리칸 리그 디비전 시리즈에서 양키스는 레인저스를 3개의 경기들에서 하나로 꺾었다. 오닐은 시리즈에서 비참한 시간을 가졌으며 아무런 타점이나 득점없이 .133을 타구하였다.
아메리칸 리그 챔피언십 시리즈는 양키스를 4개의 경기들에서 자신들의 플레이오프 시리즈에 클리블랜드 인디언스의 배치를 가진 오리올스를 상대로 겨루게 하였다. 오닐은 1번째 경기에서 우승한 양키스에서 0 루 3 타였으며 버니 윌리엄스의 11번째 이닝 끝내기 홈런과 함께 신나는 경연이 끝났다. 2번째 경기에서 양키스는 패하고 오닐은 3개의 본루 출연에서 1루타를 가졌다. 그는 3번째 경기에서 벤치에 앉았으나 4번째 경기에 돌아와 결국적으로 8 대 4의 우승에서 양키스를 5 대 2로 앞서는 데 놓은 로키 코핑거에 홈런을 쳤다. 양키스는 또한 5번째 경기를 우승하고 1981년 이래 자신들의 첫 아메리칸 리그 페넌트를 가져갔다.
월드 시리즈에서 그들의 상대는 96개의 경기들을 우승하고 3명의 사이 영 상 수상자들 그레그 매덕스, 톰 글래빈과 존 스몰츠를 포함한 애틀랜타 브레이브스였다.
1번째와 2번째 경기들은 홈구장에서 12 대 1과 4 대 0으로 패한 양키스를 위하여 악몽이었다. 그러나 양키스는 곤란에 매달려 3번째와 4번째 경기들을 우승하였다. 오닐은 양경연에서 대릴 스트로베리의 호의에 벤치에 앉아있었다.
거절된 6번째 경기에서 오닐은 출발하여 우익으로 2루타를 몰은 선과 함께 3번째 이닝의 말기에서 양키스의 3 득점 반격을 발화시켰다. 하나의 아웃 후에 그는 양키스의 포수 조 지라디에 의한 1루타에 득점하였다. 9번째 이닝에서 2개의 아웃과 함께 마크 렘케는 3루수 찰리 헤이스에게 튀어올라 18년만에 처음으로 양키스는 야구 세상의 챔피언이었다.
1997년 양키스는 아메리칸 이스트 동부에서 오리올스에 밀려 2개의 경기들을 끝냈으나 와일드 카드를 이길 수 없었다. 오닐은 거대한 시즌을 가져 42개의 2루타, 21개의 홈런과 117개의 타점과 함께 .324를 타구하였다. 그는 또한 자신의 4번째 올스타 팀으로 이루어 아메리칸 리그 MVP를 위한 투표에서 12위를 하였다.
양키스는 인디언스를 상대로 5번째 이닝에서 팀 레인스, 데릭 지터와 오닐에 의한 연속적인 홈런에 의하여 8 대 6으로 아메리칸 리그 디비전 시리즈의 첫 경기를 우승하였다. 양키스는 7 대 5의 득점에 의하여 2번째 경기를 패하였다.
오닐은 3번째 경기에서 크게 나왔다. 베이스들이 채워지고 양키스가 4번째 이닝의 정상에서 2 대 1로 이끄면서 오닐은 인디언스의 구원 투수 채드 오지아를 상대로 본루에 왔다. 양키스의 출발 선수 데이비드 웰스가 투구를 해온 방향과 함께 베이스의 안타는 경기를 도달의 외부로 놓았다. 오닐은 긴장이 쌓이면서 2개의 투구들을 더 파울시켰다. 그러고나서 타수의 8번째 투구에 오닐은 그랜드 슬램을 위한 오지아의 투구를 몰았다. 양키스는 결국적인 득점으로 끝난 6 대 1의 선두를 차지하였다.
그러나 그들은 마지막 2개의 경기들을 패하였다. 자신이 2개의 2루타, 2개의 홈런과 7개의 타점과 함께 .421을 안타한 오닐의 뛰어난 상연에 불구하고 양키스는 한해를 위하여 끝내지고 말았다.
1998년 시즌이 시작될 때 부족한 출발 후에 양키스는 8개의 연속적 경기들을 우승하였으며, 31개 중에 26개를 우승하였다. 5월 17일의 아침까지 그들은 레드삭스에 3과 절반의 선두를 열었다. 데이비드 웰스가 미네소타 트윈스를 상대로 완벽한 경기를 투구할 때 일요일 오후에만 상황이 향상되었다. 오닐은 4개의 타수에 안타를 치지 못하였으나 그는 마지막 아웃에 포구를 이루었다. 그 일은 오닐이 활약한 2번째 완벽한 경기였다.
양키스는 여름을 통하여 계속 굴러가 당시 아메리칸 리그의 기록 114개의 경기들을 우승하고, 22개의 경기들에 의한 디비전을 우승하였다.
오닐은 최소한 .300에 타구의 자신의 6번째 연속적 시즌인 .317을 안타하였다. 그는 또한 24개의 홈런을 쳐 40개의 2루타를 수집하였다.
양키스는 아메리칸 리그 디비전 시리즈에서 레인저스를 휩쓸었다. 아메리칸 리그 챔피언십 시리즈에서 그들은 인디언스를 향하여 자신들을 1년 일찍이 플레이오프의 외부로 보낸 팀에 복수를 추구하였다.
1번째 경기의 첫 이닝의 말기에 오닐은 척 노블로크에 득점을 매긴 타점과 함께 반격을 시작하였다. 2개의 타구 후에 그는 사나운 투구에 양키스에 3루타를 매겼다. 양키스는 선두를 포기하지 않고 결과적으로 7 대 2로 우승하였다. 오닐은 7번째 이닝에서 2루타를 추가하고 타점과 2개의 매긴 득점과 함께 2 대 5로 하루를 끝냈다.
2번째와 3번째 경기들은 인디언스에게 가며 클리블랜드에서 비판적인 4번째 경기를 세웠다. 또다른 양키스의 패배는 그들을 3개의 경기들에서 1개로 내려놓아 오닐과 팀이 절망적으로 피하는 데 원했던 시나리오였다. 1번째 이닝에서 오닐은 양키스를 1 대 0의 선두로 놓는 데 필드의 우익으로 홈런을 몰아놓은 선을 찢을 때 속도를 세웠다. 4번째 이닝에서 그는 도루하여 양키스를 결국적으로 4 대 0의 우승에 놓은 칠리 데이비스에 의한 1루타에 득점을 매겼다.
양키스는 5번째 경기에서 첫 이닝에 3개의 득점을 위하여 반격하였다. 오닐은 2루타와 매긴 득점과 함께 공헌하였다. 그는 양키스가 5 대 3으로 우승한 경기에서 팀을 4 대 2로 놓는 데 2번째 이닝에서 타점 1루타를 추가하였다. 그들은 또한 6번째 경기에서 극복하여 3년 만에 2번째로 양키스를 월드 시리즈에 놓은 9 대 5의 승리를 거두었다. 시리즈를 위하여 오닐은 2개의 2루타, 1개의 홈런과 함께 .280을 안타하였다.
월드 시리즈에서 양키스는 샌디에이고 파드리스를 향하였다. 1번째 경기는 공포였으며 양키스는 정식으로 9 대 6의 우승을 위하여 팀을 선두로 놓은 7번째 이닝의 말기에 7개의 득점 반격에 의하여 강조된 경기를 이겼다.
2번째 경기는 오닐이 5개의 타수와 하나의 득점을 매긴 9 대 3의 분출이었다. 3번째 경기에서 양키스는 7번째 이닝의 절반으로 3 대 0의 선두였다. 스콧 브로시어스의 솔로 홈런과 득점을 허용한 파드리스의 오류는 3 대 2로 격차를 닫았다. 8번째 이닝에서 오닐은 경기의 브로시어스의 2번째 홈런에 득점을 매겼다.
양키스는 다음 밤에 휩씀을 완료하여 3 대 0으로 우승하였다. 오닐은 결정타에서 2루타, 1루타와 득점을 매겼다. 시리즈를 위하여 그는 19개의 타수에서 4개 만의 안타를 치고 홈런을 몰아내지 않았으나 3개의 득점을 매겨 화려한 방어를 활약하였다. 자신 경력에서 3번째로 오닐은 월드 시리즈 챔피언이었다.
오닐은 1999년에 강한 시즌으로 가면서 4월 4개의 홈런과 20개의 타점과 함께 .297을 타구하였다. 그러고나서 그는 5월에 폭락하였다. 5월 25일 그의 평균은 .244로 떨어졌다. 그날 그는 4개의 타수에서 3개의 안타와 함께 폭락을 탈출하고, 다음날 2 루 5 타로 갔다. 6월 그는 .334를 안타하고 20개의 득점들에 몰아냈다. 7월 그는 자신의 뜨거운 안타를 지속하여 10개의 2루타, 5개의 홈런과 19개의 타점과 함께 .305를 타구하였다.
7월 18일 몬트리올 엑스포스를 상대로 오닐은 자신 경력의 3번째 완벽한 경기에서 활약하였다. 톰 브라우닝, 데이비드 웰스, 데이비드 콘의 3개의 완벽한 경기 승리와 인연을 가졌다고 그는 말하였다.
양키스는 98개의 우승과 함께 정규 시즌을 끝냈고, 4년만에 자신들의 3번째 아메리칸 리그 동부 타이틀을 우승하였다. 오닐은 39개의 2루타, 19개의 홈런과 110개의 타점과 함께 .285에서 시즌을 끝냈다. 하지만 10월 2일 그는 부상을 당하고 말았다.
아메리칸 리그 디비전 시리즈에서 양키스는 레인저스를 휩쓸었으나 오닐은 갈비뼈 부상의 이유로 제한되었다. 그는 경기들의 2개를 활약하여 타점 없이 8개의 타수에서 2개의 2루타를 이루어냈다. 아메리칸 리그 챔피언십 시리즈에서 그들은 레드삭스를 향하였다. 오닐은 약간 낳게 활약하였으나 명확하게 자신의 스윙에서 힘이 없었으며, 단 하나의 타점과 함께 .286을 타구하였다.
당시 오닐은 또한 갈비뼈 부상보다 더 많이 다루고 있었다. 그의 부친은 6월 심근 경색을 겪었고, 플레이오프가 시작될 때 칙 오닐은 뉴욕에 있는 레녹스 힐 병원에 누워있었다. 양키스가 돌아올 때 오닐은 보통 부친의 병원 룸에서 잤다. 월드 시리즈가 시작되기 바로 전에 부친이 폐렴과 포도 구균 전염병에 걸리자 그는 빠르게 거절되었다. 그 일은 폴 오닐이 브레이브스를 상대로 1999년 월드 시리즈를 시작하는 자신의 마음에 놓였다.
1번째 경기는 오를란도 에르난데스와 그레그 매덕스 사이의 투구 결투였다. 경기가 한 사람에 대하여 동점이 매겨지면서 오닐은 채워진 베이스들과 본루로 왔다. 브레이브스는 왼손 잡이 최종회 존 로커를 데려왔다. 안타는 양키스를 3 대 1의 선두로 놓아 그들은 4 대 1로 우승하였다.
팀이 돌아올 때 오닐의 부친은 거의 죽어가고 있었다. 폴 오닐은 스타디움을 위하여 떠나야 할때까지 자신의 부친을 보면서 3번째 경기가 열리기 전의 밤 병원에 머물었다. 그는 첫 이닝에서 경기의 동점을 매긴 1루타를 이루었다. 양키스는 최종적으로 채드 커티스에 의한 10번째 이닝 끝내기 홈런에 6 대 5로 우승하였다.
경기가 끝난지 몇시간 후에 오닐의 부친은 폐와 콩팥의 부전과 함께 사망하였다. 오닐은 하루를 자신의 가족들가 장례식에 차석하는 데 보냈고, 그는 4번째 경기에서 그날 밤에 나가지 않기로 숙고하였다. 그리고 양키스가 필드로 나가면서 감정적으로 쇠진하고 부러진 갈비뼈로부터 불변의 고통이 필드의 우익에서 그의 보통 직위로 자랑삼아 내놓았다.
양키스는 3번째 월드 시리즈 타이틀을 우승하고 오닐의 4번째 경력 챔피언십이었다. 월드 시리즈 후에 자신이 잠시 은퇴를 응시하였으나 오닐은 양키스가 그의 6.5백만 달러의 선택을 올릴 때 돌아오기로 결정하였다.
양키스는 다시 디비전을 우승하였다. 오닐은 또다른 좋은 한해를 가져 18개의 홈런, 100개의 타점과 함께 .283을 타구하였다.
공식 이후의 시즌의 첫 2개의 라운드에서 애슬래택스와 매리너스를 통과한 후, 양키스는 2000년 월드 시리즈에서 뉴욕 메츠를 향하였다. 그일은 44년 만에 첫 "지하철 시리즈"였다.
1번째 경기의 9번째 이닝의 말기에 양키스는 3 대 2로 앞섰다. 1개의 아웃과 함께 오닐은 몸집이 크고 완고한 던지기의 오른손 잡이 아르만도 베니테스를 상대로 타구에 왔다.
루이스 폴로니아와 호세 비스카이노에 의한 연속적 1루타가 있는 후, 척 노블로크는 3 대 3의 동점으로 오닐을 매긴 좌익으로 희생타를 쳤다. 10번째 이닝에서 오닐은 채워진 베이스와 아웃과 함께 올라왔으나 첫 투구에 스윙을 하여 이닝이 끝나는 병살로 땅볼을 쳤다. 양키스는 12개의 이닝에서 4 대 3으로 경기를 우승하였다.
양키스는 또한 2번째 경기를 우승하기도 하였고 오닐은 어려운 싸움의 6 대 5의 승리에서 타점과 함께 3 승 4 패로 갔다. 그는 3번째 경기에도 나와 3 승 4 패로 갔다. 그 경기의 4번째 이닝에서 1 대 1의 동점을 매기면서 오닐은 득점에 의하여 양키스를 선두로 놓은 데 타점 3루타를 쨌다. 양키스는 4 대 2로 패하였다. 패배는 14개의 경기의 월드 시리즈 연정 연승을 긁어 모았고 메츠를 연결로 당겼다.
4번째 경기의 2번째 이닝에서 오닐은 3루타를 치고 양키스는 4 대 2로 패하였다. 그들은 또한 5번째 경기를 우승하여 루이스 소호가 2개의 아웃과 2개의 1루타를 칠때 9번째 이닝의 정상에서 우승하였다. 그 일은 양키스를 위하여 3번째 연속적 타이틀이었다. 오닐은 각각 2개의 2루타와 3루타와 함께 .474를 안타하였다. 증가적으로 그는 정규 시즌 동안에 3루타를 치지 않았다.

#### 마지막 경력

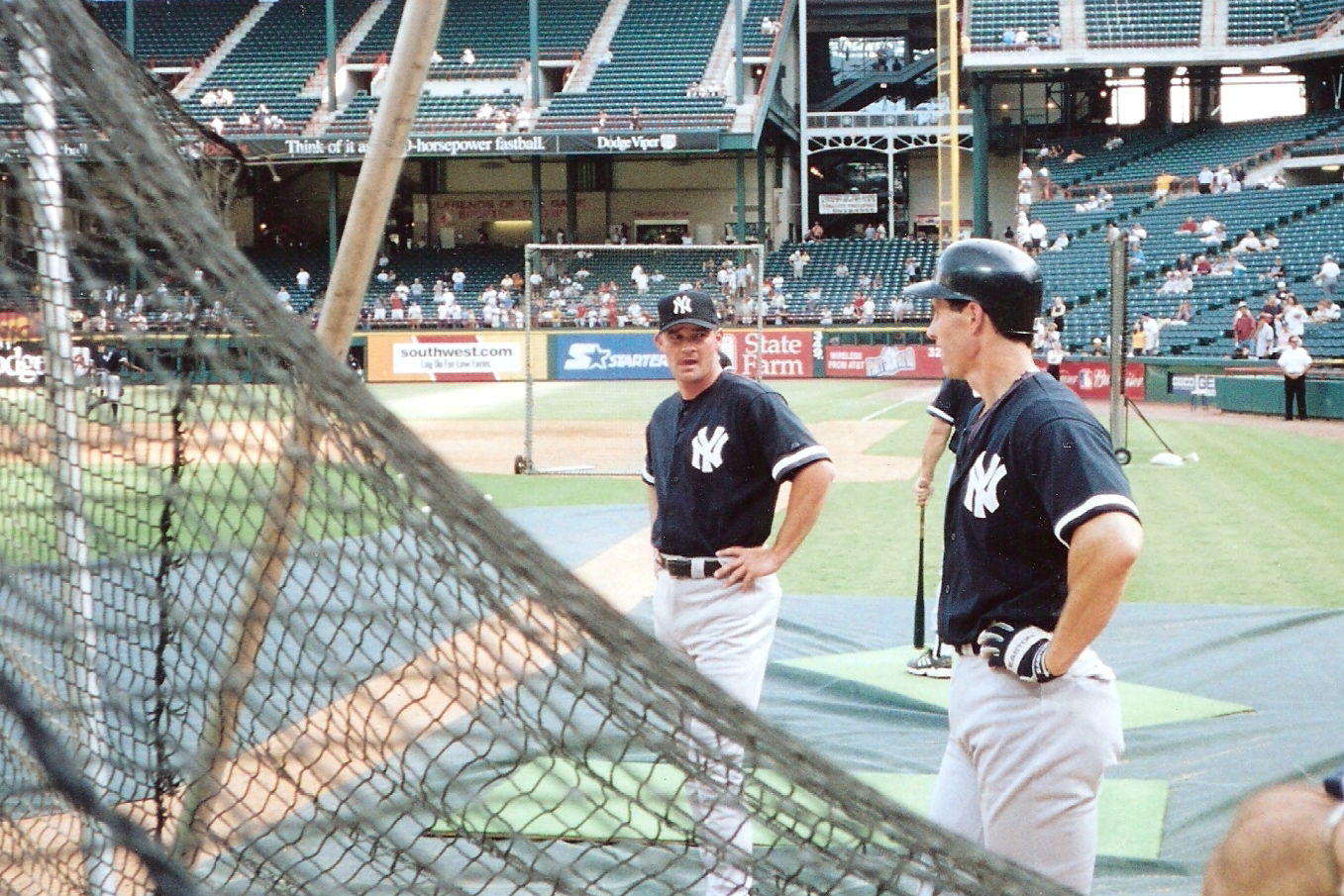
2001년 게리 덴보와 함께

시즌이 끝날 때 2001년 시즌을 위한 오닐의 지위는 불확실하였다. 그의 계약은 만기되고 37세였던 그는 8월]에 자신이 겪던 끈질긴 절강이 부상의 이유로 곤란한 후반 시즌과 공식 이후의 시즌을 가졌다. 다시 한번 그는 은퇴하거나 자신의 고향에서 가까운 또다른 팀을 위하여 활약하는 데 숙고하였다.
그러나 2000년 11월 16일 오닐은 7.25백만 달러를 위한 1년 계약을 맺었다. 여름 동안 그는 자신이 이 시즌 후에 은퇴하기로 결정한 양키스의 어떤 보고들을 통지하였으나 자신의 개인적 계획들이 팀을 위한 심란을 원하지 않던 이유로 시즌 후까지 형식상 공고를 하려하지 않았다.
9월 2일 펜웨이 파크에서 오닐은 자신의 4번째 완벽한 경기에서 활약으로부터 하나의 스트라이크 안으로 왔다. 양키스의 출발 선수 마이크 무시나는 8과 3분의 2의 이닝을 위하여 레드삭스를 봉쇄하여 13명의 타자들을 스트라이크아웃 시켰다. 그러나 2개의 스트라이크아 함께 레드삭스의 칼 에버렛은 완전을 위하여 무시나의 입찰을 파열하는 데 센터로 1루타를 쳤다.
9월 7일 오닐은 장애자 명단에 그를 놓은 자신의 왼쪽발에 스트레스 골절을 겪었다. 4일 후, 뉴욕은 세계 무역 센터로 부딪치는 데 2대의 상업 항공기를 납치한 테러리스트들에 의하여 공격을 당하였다. 오닐을 포함한 양키스의 일원들은 그라운드 제로와 아모리를 방문하여 근로자들과 가족 일원들을 위안하였으며 어린이들에게 장난감을 주었다.
9월 18일 야구가 다시 시작되었으나 오닐은 10월 3일까지 장애자 명단에 남아있었다. 그날 그가 정렬에 돌아올 때 그는 2 승 4 패로 가 2개의 홈런을 쳐 플레이오프 로스터로 임명되었다.
25개의 경기들을 놓침에 불구하고 38세의 오닐은 어떤 완고한 통계치를 배치하였다. 그는 33개의 2루타, 21개의 홈런과 70개의 타점과 함께 .267을 안타하였다. 그는 또한 22개의 도루를 이루어 한 시즌에 최소한 20개의 홈런과 20개의 도루를 가지는 데 자신을 역사상 최연장 선수로 만들었다. 양키스는 자신들의 4번째 연속적 디비전 챔피언십을 우승하였다.
아메리칸 리그 디비전 시리즈에서 양키스는 애슬레틱스에게 첫 2개의 경기들을 패하였다. 오닐은 그 경기들에서 8개의 타수에 안타를 얻는 데 실패하였다. 오닐은 자신이 2루타를 친 9 대 2로 우승한 4번째 경기에만 나왔다.
아메리칸 리그 챔피언십 시리즈에서 양키스는 기록을 동일시한 116개의 정규 시즌 경기들의 우승 팀 매리너스를 향하였다. 오닐은 양키스가 4 대 2로 우승한 1번째 경기에서 2개의 홈런을 쳤다. 양키스는 또한 오닐이 3개의 타수에서 한번 1루타를 친 3 대 2의 승리를 거둔 2번째 경기에서 극복하였다.
매리너스는 무조건 3번째 경기에서 양키스를 연달아 꺾었으나 양키스는 다음 2개의 경연들을 차지하였다. 오닐은 양키스가 12 대 3으로 우승하면서 5번째 경기에서 홈런과 1루타를 쳤다. 그 일은 그들의 4번째 연속적 아메리칸 리그 페넌트였다. 시리즈를 위하여 오닐은 2개의 홈런과 3개의 타점과 함께 .417을 안타하였다.
애리조나 다이아몬드백스는 내셔널 리그의 페넌트를 우승하고 월드 시리즈를 위하여 양키스를 도전하는 데 세워졌다. 자신이 공식적으로 공고하지 않았어도 오닐의 계획된 은퇴의 말은 대중매체로 누설되고 양키돔을 통한 사색은 오닐이 자신의 최종 몇개의 경기들에서 활약한 것이었다.
다이아몬드백스는 1번째와 2번째 경기들을 쉽게 차지하였으나 양키스는 3번째 경기를 차지하였다. 4번째 경기에서 양키스는 7개의 이닝에서 하나의 득점으로 팀을 보유한 다이아몬드백스의 출발 선수 커트 실링을 상대로 거의 다루었다. 8번째 이닝에서 구원 투수 김병현이 순서에서 스트라이크아웃 시켰다.
9번째 이닝에서 하나의 아웃과 함께 3 대 1로 추적하며 오닐은 1루타를 좌익으로 날렸다. 그러고나서 버니 윌리엄스가 스트라이크아웃 시키며 2개의 아웃과 함께 티노 마르티네스를 본루로 데려왔다. 더 하나의 아웃과 월드 시리즈는 양키스를 위하여 도달의 외부로 보였다. 하지만 마르티네스는 아웃을 이루지 않았다. 그는 센터에서 장벽에 김병현의 첫 투구를 몰았다. 오닐과 5만 6천명의 팬들이 그와 마르티네스가 본루를 지나면서 열광하였다. 하나의 이닝 후에 지터는 시리즈로 향하는 데 끝내기 홈런을 쳤다.
5번째 경기는 4번째 경기의 사실상 사본이었다. 양키스는 그 경기의 9번째 이닝의 정상에서 2 대 0으로 앞섰다. 양키 스타디움에서 오닐이 자신의 마지막 경기를 활약하는 것을 안 팬들은 그를 응원하였다.

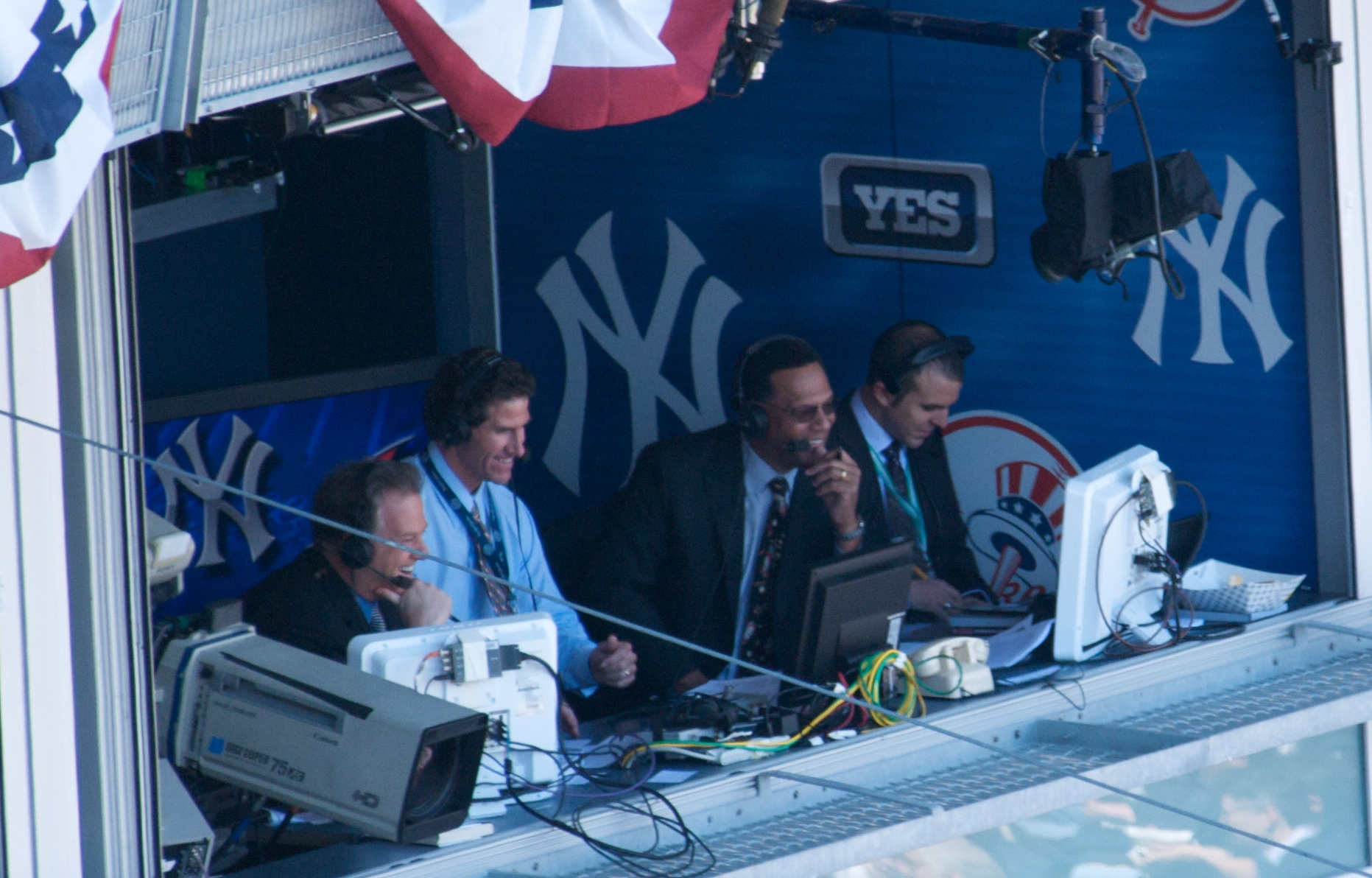
2009년 양키스의 중계 방송에서 (왼쪽에서 2번째가 오닐)

9번째 이닝의 말기에 스콧 브로시어스는 3 대 3에서 경기의 동점을 매긴 각각 2개의 아웃과 홈런을 쳤다. 양키스는 경기를 우승하는 데 시리즈에서 3개의 경기에 2로 차지하며 갔다. 그들은 이제 자신들의 4번째 연속적 챔피언십을 우승하는 팀이었으나 6번째 경기에서 다이아몬드백스가 양키스를 누르고, 7번째 경기에서 9번째 이닝의 말기에 마리아노 리베라에 2개의 득점을 매기고 3 대 2로 우승하였다. 그 일은 오닐을 위하여 보답하는 데 야수적인 끝이었다.

## 은퇴 이후
자신의 경력을 우하여 오닐은 451개의 2루타, 21개의 3루타와 281개의 홈런과 함께 .288을 안타하였다. 그는 1041개의 득점을 매기고 1269개의 타점을 수집하였다. 그는 6번이나 .300 이상을 타구하였다. 그는 하나의 타구 타이틀을 우승하고 5번의 올스타 경기들로 투표되었다. 그는 6개의 페넌트 우승과 5개의 월드 시리즈 우승 팀의 일부였다. 자신의 광대한 공식 이후의 시즌 경험에서 오닐은 11개의 홈런과 39개의 타점에서 .284를 안타하였다.
은퇴 후, 오닐은 고향으로 자신의 부인과 3명의 자식들과 거주한 오하이오 주로 돌아왔다. 2002년 그는 YES 네트워크에서 양키스를 위한 해설자와 분석자로 일하였다. 그는 또한 자신의 자선들의 후원에서 언행록을 파는 공식 웹사이트를 유지하기도 한다.

## 연도별 타격 성적
| 연 도      | 소 속      | 경 기 | 타 석 | 타 수 | 득 점 | 안 타 | 2 루 타 | 3 루 타 | 홈 런 | 루 타 | 타 점 | 도 루 | 도 루 자 | 희 생 번 | 희 생 플 | 볼 넷 | 고 4 | 사 구 | 삼 진 | 병 살 타 | 타 율 | 출 루 율 | 장 타 율 | O P S |
| ---------- | ---------- | ----- | ----- | ----- | ----- | ----- | ------- | ------- | ----- | ----- | ----- | ----- | -------- | -------- | -------- | ----- | ---- | ----- | ----- | -------- | ----- | -------- | -------- | ----- |
| 1985년     | CIN        | 5     | 12    | 12    | 1     | 4     | 1       | 0       | 0     | 5     | 1     | 0     | 0        | 0        | 0        | 0     | 0    | 0     | 2     | 0        | .333  | .333     | .417     | .750  |
| 1986년     | CIN        | 3     | 3     | 2     | 0     | 0     | 0       | 0       | 0     | 0     | 0     | 0     | 0        | 0        | 0        | 1     | 0    | 0     | 1     | 0        | .000  | .333     | .000     | .333  |
| 1987년     | CIN        | 84    | 178   | 160   | 24    | 41    | 14      | 1       | 7     | 78    | 28    | 2     | 1        | 0        | 0        | 18    | 1    | 0     | 29    | 3        | .256  | .331     | .488     | .819  |
| 1988년     | CIN        | 145   | 533   | 485   | 58    | 122   | 25      | 3       | 16    | 201   | 73    | 8     | 6        | 3        | 5        | 38    | 5    | 2     | 65    | 7        | .252  | .306     | .414     | .720  |
| 1989년     | CIN        | 117   | 480   | 428   | 49    | 118   | 24      | 2       | 15    | 191   | 74    | 20    | 5        | 0        | 4        | 46    | 8    | 2     | 64    | 7        | .276  | .346     | .446     | .792  |
| 1990년     | CIN        | 145   | 564   | 503   | 59    | 136   | 28      | 0       | 16    | 212   | 78    | 13    | 11       | 1        | 5        | 53    | 13   | 2     | 103   | 12       | .270  | .339     | .421     | .760  |
| 1991년     | CIN        | 152   | 607   | 532   | 71    | 136   | 36      | 0       | 28    | 256   | 91    | 12    | 7        | 0        | 1        | 73    | 14   | 1     | 107   | 8        | .256  | .346     | .481     | .827  |
| 1992년     | CIN        | 148   | 584   | 496   | 59    | 122   | 19      | 1       | 14    | 185   | 66    | 6     | 3        | 3        | 6        | 77    | 15   | 2     | 85    | 10       | .246  | .346     | .373     | .719  |
| 1993년     | NYY        | 141   | 547   | 498   | 71    | 155   | 34      | 1       | 20    | 251   | 75    | 2     | 4        | 0        | 3        | 44    | 5    | 2     | 69    | 13       | .311  | .367     | .504     | .871  |
| 1994년     | NYY        | 103   | 443   | 368   | 68    | 132   | 25      | 1       | 21    | 222   | 83    | 5     | 4        | 0        | 3        | 72    | 13   | 0     | 56    | 16       | .359  | .460     | .603     | 1.063 |
| 1995년     | NYY        | 127   | 543   | 460   | 82    | 138   | 30      | 4       | 22    | 242   | 96    | 1     | 2        | 0        | 11       | 71    | 8    | 1     | 76    | 25       | .300  | .387     | .526     | .913  |
| 1996년     | NYY        | 150   | 660   | 546   | 89    | 165   | 35      | 1       | 19    | 259   | 91    | 0     | 1        | 0        | 8        | 102   | 8    | 4     | 76    | 21       | .302  | .411     | .474     | .885  |
| 1997년     | NYY        | 149   | 637   | 553   | 89    | 179   | 42      | 0       | 21    | 284   | 117   | 10    | 7        | 0        | 9        | 75    | 8    | 0     | 92    | 16       | .324  | .399     | .514     | .913  |
| 1998년     | NYY        | 152   | 672   | 602   | 95    | 191   | 40      | 2       | 24    | 307   | 116   | 15    | 1        | 0        | 11       | 57    | 2    | 2     | 103   | 22       | .317  | .372     | .510     | .882  |
| 1999년     | NYY        | 153   | 675   | 597   | 70    | 170   | 39      | 4       | 19    | 274   | 110   | 11    | 9        | 0        | 10       | 66    | 1    | 2     | 89    | 24       | .285  | .353     | .459     | .812  |
| 2000년     | NYY        | 142   | 628   | 566   | 79    | 160   | 26      | 0       | 18    | 240   | 100   | 14    | 9        | 0        | 11       | 51    | 2    | 0     | 90    | 17       | .283  | .336     | .424     | .760  |
| 2001년     | NYY        | 137   | 563   | 510   | 77    | 136   | 33      | 1       | 21    | 234   | 70    | 22    | 3        | 0        | 3        | 48    | 4    | 2     | 59    | 20       | .267  | .330     | .459     | .789  |
| 통산：17년 | 통산：17년 | 2053  | 8329  | 7318  | 1041  | 2105  | 451     | 21      | 281   | 3441  | 1269  | 141   | 73       | 7        | 90       | 892   | 107  | 22    | 1166  | 221      | .288  | .363     | .470     | .833  |

- 굵은 글씨는 시즌 최고 성적.

## 수상경력
- 최고타율 1회 수상 - 1994년(.359)
- 올스타전 참가 5회 - 1991년, 1994년, 1995년, 1997년, 1998년